# Pero hubneraria
Pero hubneraria är en fjärilsart som beskrevs av Walker 1860. Pero hubneraria ingår i släktet Pero och familjen mätare. Inga underarter finns listade i Catalogue of Life.